# Associazione Calcio Verona 1946-1947
Questa voce raccoglie le informazioni riguardanti l'Associazione Calcio Verona nelle competizioni ufficiali della stagione 1946-1947.

## Rosa
| N. |                   | Ruolo | Calciatore           |
| -- | ----------------- | ----- | -------------------- |
|    | Italia (bandiera) | P     | Eros Lovo            |
|    | Italia (bandiera) | P     | Francesco Mazzetti   |
|    | Italia (bandiera) | P     | Aldo Sulis           |
|    | Italia (bandiera) | D     | Giuliano Albarello   |
|    | Italia (bandiera) | D     | Bruno Facchin        |
|    | Italia (bandiera) | D     | Diego Fanin          |
|    | Italia (bandiera) | D     | Umberto Malgarise    |
|    | Italia (bandiera) | D     | Edoardo Veneri       |
|    | Italia (bandiera) | C     | Maurilio Andrighetto |
|    | Italia (bandiera) | C     | Romolo Bizzotto      |
|    | Italia (bandiera) | C     | Luigi Cingolani      |

| N. |                   | Ruolo | Calciatore        |
| -- | ----------------- | ----- | ----------------- |
|    | Italia (bandiera) | C     | Eliseo Lodi       |
|    | Italia (bandiera) | C     | Sergio Sandrini   |
|    | Italia (bandiera) | C     | Luigino Tessaro   |
|    | Italia (bandiera) | C     | Elios Vaccari     |
|    | Italia (bandiera) | A     | Bruno Biagini     |
|    | Italia (bandiera) | A     | Sergio Marigo     |
|    | Italia (bandiera) | A     | Umberto Mangolini |
|    | Italia (bandiera) | A     | Lino Morbioli     |
|    | Italia (bandiera) | A     | Bruno Pisani      |
|    | Italia (bandiera) | A     | Sergio Sega       |
|    | Italia (bandiera) | A     | Luigi Turrini     |

## Statistiche

### Statistiche di squadra
| Competizione       | Punti | In casa | In casa | In casa | In casa | In casa | In casa | In trasferta | In trasferta | In trasferta | In trasferta | In trasferta | In trasferta | Totale | Totale | Totale | Totale | Totale | Totale | DR  |
| Competizione       | Punti | G       | V       | N       | P       | Gf      | Gs      | G            | V            | N            | P            | Gf           | Gs           | G      | V      | N      | P      | Gf     | Gs     | DR  |
| ------------------ | ----- | ------- | ------- | ------- | ------- | ------- | ------- | ------------ | ------------ | ------------ | ------------ | ------------ | ------------ | ------ | ------ | ------ | ------ | ------ | ------ | --- |
| Serie B - girone B | 42    | 20      | 13      | 6       | 1       | 41      | 12      | 20           | 2            | 6            | 12           | 18           | 36           | 40     | 15     | 12     | 13     | 59     | 48     | +11 |

### Statistiche dei giocatori
| Giocatore      | Serie B  | Serie B |
| Giocatore      | Presenze | Reti    |
| -------------- | -------- | ------- |
| G. Albarello   | 35       | 2       |
| M. Andrighetto | 7        | 0       |
| B. Biagini     | 5        | 3       |
| R. Bizzotto    | 40       | 2       |
| L. Cingolani   | 34       | 0       |
| B. Facchin     | 17       | 3       |
| D. Fanin       | 9        | 1       |
| E. Lodi        | 30       | 7       |
| E. Lovo        | 20       | -22     |
| U. Malgarise   | 3        | 0       |
| U. Mangolini   | 9        | 5       |
| S. Marigo      | 18       | 3       |
| F. Mazzetti    | 17       | -22     |
| L. Morbioli    | 17       | 1       |
| B. Pisani      | 1        | 0       |
| S. Sandrini    | 38       | 4       |
| S. Sega        | 37       | 14      |
| A. Sulis       | 3        | -4      |
| L. Tessaro     | 21       | 7       |
| L. Turrini     | 5        | 1       |
| E. Vaccari     | 37       | 5       |
| E. Veneri      | 37       | 0       |